# La Neuvième Symphonie
Pour plus de détails, voir Fiche technique et Distribution.
La Neuvième Symphonie (Schlußakkord) est un mélodrame musical allemand réalisé par Douglas Sirk, sous son vrai nom Detlef Sierck, sorti en 1936. 

## Résumé
Hanna Müller s'est réfugié à New York avec son mari, impliqué dans une affaire de détournement de fonds en Allemagne, abandonnant leur enfant Peter. Son mari est retrouvé mort à Central Park et Hanna, gravement malade, ne retrouve goût à la vie que le jour où elle entend à la radio une retransmission de la Neuvième Symphonie de Beethoven, dirigée en Allemagne par le chef d'orchestre Garvenberg. Elle décide de rentrer chez elle pour retrouver son fils.
Pendant ce temps en Allemagne, Garvenberg voit sa relation avec sa femme Charlotte se distendre. Charlotte n’est pas mélomane et entretient une liaison secrète avec Carl-Otto, un astrologue mondain. Garvenberg et sa femme sont toutefois attachés l'un à l'autre et décident d'adopter un enfant. Celui-ci est justement le petit Peter, recueilli dans un orphelinat par le professeur Obereit, ami du chef d'orchestre. Charlotte, espérant retrouver le bonheur chez elle, signifie à Carl-Otto qu’elle ne veut plus le voir.
Hanna arrive dans l'orphelinat et parle au professeur qui, constatant sa sincérité, finit par la faire engager comme nourrice par la famille Garvenberg. Elle y trouve le bonheur, mais son goût pour la musique et pour Peter la rapproche de Gravenberg, tandis que la femme de celui-ci, ne parvenant pas à se faire accepter aussi bien de l'enfant, se met à haïr Hanna, soutenue par sa gouvernante madame Freese.
Un jour où le chef d'orchestre s'est absenté pour un concert au Danemark, Charlotte renvoie Hanna, qui décide toutefois de revenir dans la soirée afin d'enlever Peter. Elle croise Charlotte, malade du cœur, et, prise de pitié, lui administre dix gouttes de morphine, soit la dose prescrite par son médecin ; puis elle s'enfuit avec son fils. Dans la nuit, le chef d'orchestre arrive en même temps que Carl-Otto, qui veut se faire payer par Charlotte pour taire leur relation. La gouvernante arrive et les informe que Charlotte est morte.
Un procès est organisé, Hanna étant accusée du meurtre. Toutefois, les mensonges grossiers de Carl-Otto sur Gravenberg poussent madame Freese, pour sauver l'honneur du chef d'orchestre, à révéler que Charlotte s'est suicidée en avalant l’ensemble du flacon de morphine après le départ d'Hanna. Mise hors de cause, celle-ci peut désormais vivre avec Peter, probablement en compagnie du chef d'orchestre.

## Fiche technique
- Titre : La Neuvième Symphonie
- Titre original : Schlußakkord
- Réalisation : Douglas Sirk, sous son vrai nom Detlef Sierck
- Production : Bruno Duday
- Société de production et de distribution : Universum Film AG (UFA)
- Scénario : Kurt Heuser, Douglas Sirk
- Musique : Kurt Schröder (musique originale), Ludwig van Beethoven, Piotr Ilitch Tchaïkovski, Georg Friedrich Haendel (musique préexistante)[1]
- Directeur de la photographie : Robert Baberske (en)
- Montage : Milo Harbich (en)
- Pays :  Allemagne
- Langue de tournage : allemand
- Genre : mélodrame
- Format : Noir et blanc
- Durée : 100 minutes
- Date de sortie :
  - Allemagne : 1936

## Distribution
- Willy Birgel : Garvenberg, chef d'orchestre
- Lil Dagover : Charlotte Garvenberg, sa femme
- Maria von Tasnady : Hanna Müller
- Maria Koppenhöfer : Frau Freese, la gouvernante
- Theodor Loos : le professeur Obereit
- Peter Bosse (en) : le petit Peter, fils de Hanna Müller et fils adoptif des Garvenberg
- Albert Lippert (en) : Gregor Carl-Otto, l'astrologue mondain
- Kurt Meisel : le baron Salviany

## Analyse
La Neuvième Symphonie, dès 1936, porte déjà les principaux thèmes des mélodrames américains de Douglas Sirk : abandon d'enfant, exil, adultère, chantage et présence de la musique.

## Récompenses
- Mostra de Venise 1936 : meilleur film musical